# Joezon
Joezon är en klan i Liberia.   Den ligger i regionen Grand Gedeh County, i den centrala delen av landet, 240 km öster om huvudstaden Monrovia.